# Alonso del Castillo Maldonado
Pour les articles homonymes, voir Maldonado.
Alonso del Castillo Maldonado est un explorateur espagnol né vers la fin du XVe siècle à Salamanque de parents appartenant à la noblesse espagnole.

## Biographie

### Le voyage en Amérique
À cette époque, il était courant de voir les jeunes espagnols émigrer vers le Nouveau Monde à la recherche de la fortune. Aussi, en 1527, Alonso del Castillo Maldonado s'embarqua-t-il en tant que capitaine dans l'expédition de Pánfilo de Narváez pour la Floride.
La flotte prit la mer à Sanlúcar de Barrameda, le 17 juin 1527, avec cinq navires et six cents hommes commandés par Narváez. Après que la flotte fut entrée dans le Golfe du Mexique, une tempête la fit naufrager près d'une île située au large de Galveston.
Les seuls rescapés du naufrage furent l'officier Álvar Núñez Cabeza de Vaca, les deux capitaines Alonso del Castillo Maldonado et Andrés Dorantes de Carranza, ainsi que l'esclave maure de ce dernier, Estevanico.

### La traversée de l'Amérique du nord
Les survivants de l'épave parvinrent à atteindre la baie de Matagorda où ils entrèrent en contact avec les autochtones. Là, Alonso del Castillo fit preuve de grande foi à l'égard des indigènes et de ses compagnons ; et c'est ainsi que Cabeza de Vaca se convertit et devint un véritable croyant.
Après sept ans de vie chez les indigènes, les quatre naufragés décidèrent de s'échapper. Entreprenant de multiples périples, ils atteignirent l'État mexicain de Chihuahua en 1535 puis, en traversant le désert de Sonora, l'État de Sinaloa en 1536.

### La vie en Nouvelle-Espagne
Lorsque le gouverneur de Nouvelle-Galice Nuño Beltrán de Guzmán apprit que des naufragés espagnols étaient arrivés sur ses terres, il leur fournit des chevaux et des vêtements et en informa le Vice-roi Antonio de Mendoza.
Alonso del Castillo, Álvar Núñez Cabeza, Andrés Dorantes et Estevanico prirent alors chacun leurs chemins.
Quant à Alonso del Castillo, il s'installa au Mexique où il se maria. En 1541, il dut se rendre en Espagne afin de régler une affaire concernant l'héritage de son père. Il retourna ensuite en Nouvelle-Espagne où il vécut le reste de sa vie.
Cependant, il est curieux de constater qu'Antonio de Mendoza n'eut pas recours à Alonso pour les expéditions de Marcos de Niza et Francisco Vázquez de Coronado alors qu'il avait demandé à Andrés Dorantes de Carranza d'y assister.

## Source de traduction
- (es) Cet article est partiellement ou en totalité issu de l’article de Wikipédia en espagnol intitulé « Alonso del Castillo Maldonado » (voir la liste des auteurs).